# معين الطاهر
معين الطاهر هو كاتب وباحث فلسطيني، وعضو سابق في المجلس الثوري لحركة فتح والمجلس العسكري الأعلى للثورة الفلسطينية. ساهمَ الطاهر في تأسيس الكتيبة الطلابية منتصف السبعينيات، كما كان قائدًا للقوات اللبنانية الفلسطينية المشتركة في حرب 1978 في منطقة بنت جبيل ومارون الراس، وفي النبطية وقلعة الشقيف 1982. ينشطُ معين الطاهر بشكل كبير في مجال الكتابة والتأليف كما يكتبُ مقالات لصالح عددٍ من المواقع على الإنترنت على غرار العربي الجديد وفي الجرائد والصحف العربيّة. صدرت له عددٌ من الكتب لعلَّ أبرزها كتاب «حوار مع معين الطاهر؛ الكتيبة الطلابية: تأملات في التجربة» الذي صدر عام 2015 عن منشورات ضفاف وهو أول أعمال الكاتب المنشورة، وكذا كتاب «شخصيات جدلية في الفكر العربي والفلسفة الإسلامية: البسطامي، الشهروردي، الهطاوي، سيد قطب» الذي صدر عام 2015 عن منشورات ضفاف وتناول حياة وسيرة عددٍ من الشخصيّات، فضلًا عن كتاب «تبغ وزيتون: حكايات وصور من زمن مقاوم» الذي صدر عام 2017 عن المركز العربي للأبحاث ودراسة السياسات وأرَّخ فيه الكاتب لزمن المقاومة الفلسطينيّة ضد الاحتلال الإسرائيلي، وكذا كتاب «يوميات عدنان أبو عودة 1970 - 1988» وهو مجلَّدٌ كبيرٌ صدر عام 2018 عن المركز العربي للأبحاث ودراسة السياسات أيضًا وفيه تحدث الكاتب عن عددٍ من الأحداث السياسيّة التي شهدتها فلسطين والأردن وبشكل أقلّ مصر من خلال السيرة الذاتيّة لأبو عودة وما دوَّنه في فترة من الفترات، أما أشهر أعمال الكاتب فكان كتاب «يوميات أكرم زعيتر (سنوات الأزمة 1967 - 1970» الذي صدر عام 2019 عن المركز العربي للأبحاث ودراسة السياسات أيضًا والذي تناول فيه مجمل الأحداث السياسيّة التي حصلت في حقبة زمنيّة محددة من خلال سيرة زعيتر وما دوَّنه هو الآخر.

## المسيرة المهنيّة

### النتاج الأدبي
بعد عقود من الزمن في النضال في فلسطين وفي العمل في المجال السياسي، توجَّه معين الطاهر نحو المجال الأدبي مع بدايات العقد الثاني من القرن الواحد والعشرين، لكنَّ أول أعمال الكاتب الورقيّة المشهورة جاءت في بداية 2015 من خلال كتاب «حوار مع معين الطاهر؛ الكتيبة الطلابية: تأملات في التجربة» الذي صدر عن منشورات ضفاف (الترقيم الدولي: 9786140212633) في نحو 154 صفحة. قدَّم الطاهر في هذا العمل مراجعة وصفها بالضروريّة لتجربة الكتيبة الطلابية، وهي مراجعة لا تخشى النقد كما ذكر، ولا تتوقف عند الجوانب المضيئة من دون طرح الأسئلة الصعبة بعيد عملية أوسلو واعتراف القيادة الفلسطينية بما يُسمّى دولة إسرائيل.
جاء هذا الكتاب على طريقة السيرة الغيريّة في شكل حوار مع الكاتب نفسه معين الطاهر حيث خاض فيما وصفهُ المسكوت عنه في تجربة السرية المتمحورة أصلاً حول التفاعل السياسي الفلسطيني – اللبناني، وركَّز خصوصًا على التساؤلات عن مسوّغات التحول من حاضنة اليسار القومي المشبع بالأيديولوجيا الماوية إلى إسلام سياسي مطعّم بنظرية التناقض الرئيسي، ودور البورجوازية الوطنية في عملية التحرر الوطني، وغياب مقاربات لديناميات العلاقة بين الاجتماعي والوطني، والقطري والقومي، والوطني والإسلامي.
واصل الطاهر نشاطه بكثافة في العام 2015 فنشر كتابًا ثانيًا بعنوان «شخصيات جدلية في الفكر العربي والفلسفة الإسلامية - البسطامي، الشهروردي، الهطاوي، سيد قطب». صدر هذا الكتاب عن منشورات ضفاف أيضًا (الترقيم الدولي: 9786140213418) وذلك في الخامس من تشرين الأول/أكتوبر 2015 في نحو 202 صفحة. جمع معين في هذا الكتاب بين بحوث أربعة، كتبها خلال مرحلة الدراسة العليا في الفلسفة، حيث ركَّز على ذلك الجدل الذي أثاره أصحابها. عن سبب تأليف هذا الكتاب يقول معين أن أفكار من خصَّهم في هذا العمل توثر في القراءة للماضي وتُساهم في فهم الحاضر والمستقبل. ذكر معين في الكتاب أنَّ أبو يزيد البسطامي لم يكن مجرد قطب من أقطاب صوفية القرن الثالث للهجرة، بقدر ما كان مؤسس طريقة، وصاحب مذهب، وقد أصبحت أقواله مثارًا للجدل والاختلاف بين الصوفية والفقهاء، بل وبين الصوفية أنفسهم.
كتب الطاهر أيضًا عن رفاعة الطهطاوي الذي لم يكن يدرك – بحسب الكاتب – أنَّ صعود أوروبا، وانحلال السلطة الإسلامية، وتفتتها، مصدر خطر سياسي، ولم يعتبرها نذير تهديد. وتولّى آخرون فيما بعد رعاية البذور الغربية، التي غرسها الطهاطاوي، في تربة الشرق، وكان أول من دفع ثمنها عبر نفيه إلى السودان، حين تراجع النفوذ الفرنسي من مصر، لتحلّ مكانة السيطرة الإنجليزية. ركَّز في أحد الفصول على سيد قطب الذي رأى أنَّ دوائرة لا زالت تتفاعل حتى الآن، وتُساهم في صياغة الواقع والمستقبل عبر استلهام حركات التكفير والهجرة، وأطياف من السلفية الجهادية، وصولًا إلى القاعدة، والنصرة، والدولة الإسلامية في الشام والعراق (داعش). بشكل عام فقد قدَّم معين الطاهر في هذا الكتاب قراءة منهجية مختلفة لمجموعة من الشخصيات المهمّة التي رأى أنها كانت السبب في نشوء الكثير من الأفكار وتطورها كما قدَّم دراسة للمناخ الاجتماعي والسياسي التي نمت من خلاله هذه الشخصيات.
عاد الطاهر بعد سنتين وتحديدًا في كانون الثاني/يناير من عام 2017 لينشر ثالث أعماله الكتابيّة. جاء الكتاب تحتَ عنوان «تبغ وزيتون، حكايات وصور من زمن مقاوم» عن المركز العربي للأبحاث ودراسة السياسات (الترقيم الدولي: 9786144451229) في نحو 416 صفحة. سرد معين في هذا الكتاب ذاكرة جماعية ساهم في بنائها كل من شارك في مسيرة النضال الوطني الفلسطيني، إذ ثمّة بحسبه ما يُقال وحكايات لم تروَ وأبطالٌ مجهولون كانوا يستحقون الدراسة والنقد والتقويم بوصفهم جزءًا من تجربة أكبر هي تجربة حركة فتح والثورة الفلسطينية وهو ما قام به. ضمَّ المؤلِّف في عمله قصص مقاتلين من أجل الحرية، كما تحدث عن تفصيلات، خصوصًا تلك المتعلقة بحوادثٍ مرّت على مستوى مسيرة الثورة الفلسطينيّة كلها. جاء هذا الكتاب – بحسب الطاهر – ليسرد سيرة بعض الشخصيات الفلسطينيّة البارزة ويروي حكاياتهم ويستنبط العبرة والمثل من حياتهم.
نشر الطاهر في السابع من تشرين الثاني/نوفمبر 2018 كتابًا آخر هو «يوميات عدنان أبو عودة (1970 - 1988)». صدر الكتاب عن المركز العربي للأبحاث ودراسة السياسات – الذي تكلَّف بنشر معظم أعمال الكاتب – في نحو 1007 صفحات (الترقيم الدولي: 9786144451335). عرض معين في هذا المجلّد الضخم صفحات من يوميات عدنان أبو عودة، تؤرّخ للعمل السياسي في الأردن بين عامي 1970 و1988، كما تحدث عن تلك التحوّلات والمنعطفات التي مرّ بها الأردن، وعلى التقنيات التي طرأت على العلاقات الأردنية - الفلسطينية - العربية. تضمَّن هذا الكتاب ملاحظات وأفكار عدنان أبو عودة حول ما عايشه من حوادث، لا تنحصر في دائرة محيطه الخاص، وإنّما تتجاوزها إلى دائرة الحدث العام، بل قدَّم الكتاب كما ذكر بعض النقاد عرضًا مختلفًا لقضايا كثيرًا ما كانت شائكة وموضع جدل، وأُعيد طرحها من زوايا جديدة ومغايرة.
خامس أعمال الكاتب الفلسطيني كان «يوميات أكرم زعيتر (سنوات الأزمة 1967 - 1970)» التي صدرت عن المركز العربي للأبحاث ودراسة السياسات أيضًا ضمن سلسلة ذاكرة فلسطين (الترقيم الدولي: 9786144452684). صدر هذا الكتاب في الثلاثين من نيسان/أبريل 2019 في نحو 672 صفحة، وفيه يتحدث الطاهر عن أكرم زعيتر ويتحدث عن جزءٍ من يومياته وعن قائع سنوات صعبة: سنوات الأزمة الممتدة ما بين عامي 1967 و1970، حيث كان زعيتر عضوًا في مجلس الأعيان الأردني، ثم وزيرًا للبلاط عقب حرب حزيران/يونيو. قدَّم الطاهر من خلال يوميات زعيتر صورة للأوضاع حينها: أردنيًا، فلسطينيًا وعربيًا وذلك عشيّة الحرب وخلالها، وفي أعقابها. ذكر الطاهر في هذا الكتاب الكثير من الوقائع والوثائق التي أضحت معروفة في خطوطها العامة، إلا أن تلك كما شرحَ المسار الذي سلكته الحوادث قُبيل الهزيمة، وفي أثناء وقوعها، والتعامل مع تداعياتها ونتائجها بعد ذلك، مرورًا بتصاعد حركة المقاومة الفلسطينية بعد حرب حزيران، واصطدامها مع النظام الأردني في أيلول/سبتمبر من عام 1970.

## قائمة أعماله
هذه قائمةٌ بأبرز أعمال الكاتب والمؤلِّف الفلسطيني معين الطاهر:
- شخصيات جدلية في الفكر العربي والفلسفة الإسلامية: البسطامي، السهروردي، الهطاوي، سيد قطب (كتاب صدر عام 2015 عن منشورات ضفاف)[27]
- حوار مع معين الطاهر؛ الكتيبة الطلابية: تأملات في التجربة (كتاب صدر عام 2015 عن منشورات ضفاف)[28]
- تبغ وزيتون: حكايات وصور من زمن مقاوم (كتاب صدر عام 2017 عن المركز العربي للأبحاث ودراسة السياسات)[29]
- يوميات عدنان أبو عودة 1970 - 1988 (مجلَّد كبير صدر عام 2018 عن المركز العربي للأبحاث ودراسة السياسات)[30]
- يوميات أكرم زعيتر (سنوات الأزمة 1967 - 1970) (كتاب صدر عام 2019 عن المركز العربي للأبحاث ودراسة السياسات)[31]